# Streptocephalus zuluensis
Streptocephalus zuluensis là một loài động vật giáp xác thuộc họ Streptocephalidae. Loài này có ở Nam Phi và Zimbabwe.